# 道の駅信州新野千石平
道の駅信州新野千石平（みちのえき しんしゅうにいのせんごくだいら）は、長野県下伊那郡阿南町にある国道151号の道の駅である。

## 沿革
- 2000年（平成12年）8月18日 - 道の駅に登録される。
- 2015年（平成27年）1月30日 - 重点道の駅候補に選定される[1]。
- 2016年（平成28年）1月27日 - 国土交通省により平成27年度重点「道の駅」に選定される[2]。

## 主な施設
運営は株式会社 蔵が行っており、名産品としては幣束御幣餅が有名で、夏はオリジナルブレンドとうもろこし、あんみつ姫・甘太郎などの特産物があり、愛知県・静岡県の避暑地になっている。
- 駐車場
  - 普通車：47台
  - 大型車：5台
  - 身障者用 : 2台
- トイレ（いずれも24時間利用可能）
  - 男：大 2器、小 3器
  - 女：5器
  - 身障者用：1器
- 公衆電話
- 食堂（9:00 - 17:00）
- 売店（8:00 - 18:00）

## 休館日
- 年中無休

## アクセス
- 国道151号 - 登録路線
- 国道418号

## 周辺
- 農村文化伝承センター